# Magic: The Very Best of Olivia Newton-John
Magic: The Very Best of Olivia Newton-John —  сборник лучших песен австралийской певицы Оливии Ньютон-Джон, выпущенный 11 сентября 2001 года на лейбле UTV Records в США и Канаде.

## Об альбоме
Сборник был выпущен специально для североамериканского рынка, поэтому там присутствуют практически все главные хиты Ньютон-Джон в США, включая все 15 топ-10 хитов чарта Billboard Hot 100. Также это первый альбом, на котором впервые издан сингл «The Grease Megamix» 1990 года.
Альбом был приурочен к тридцатилетней годовщине с начала карьеры певицы. Релиз альбома, по трагическому совпадению, состоялся 11 сентября 2001 года, в день, когда были совершены террористические атаки на Всемирный торговый центр. По этой причине альбом, как и многие другие релизы того периода, показал низкие продажи, тем не менее, к 2006 году было продано свыше 170 тысяч копий.

## Отзывы критиков
Рецензент Стивен Томас Эрлевайн из AllMusic подставил альбому четыре с половиной звезды из пяти, заявив, что это «лучшая компиляция Ньютон-Джон, во многом потому, что она охватывает всю её карьеру, поражая все основные моменты». Также альбом получил отметку Album Pick.

## Список композиций
| №                   | Название                       | Автор(ы)                                 | Длительность |
| ------------------- | ------------------------------ | ---------------------------------------- | ------------ |
| 1.                  | «Let Me Be There»              | Джон Ростилл                             | 2:58         |
| 2.                  | «If You Love Me (Let Me Know)» | Джон Ростилл                             | 3:12         |
| 3.                  | «I Honestly Love You»          | Питер Аллен, Джефф Барри                 | 3:37         |
| 4.                  | «Have You Never Been Mellow»   | Джон Фаррар                              | 3:31         |
| 5.                  | «Please Mr. Please»            | Брюс Уэлч, Джон Ростилл                  | 3:23         |
| 6.                  | «Come On Over»                 | Барри Гибб, Робин Гибб                   | 3:41         |
| 7.                  | «Don’t Stop Believin’»         | Джон Фаррар                              | 3:37         |
| 8.                  | «Sam»                          | Джон Фаррар, Хэнк Марвин, Дон Блэк       | 3:43         |
| 9.                  | «You’re the One That I Want»   | Джон Фаррар                              | 2:49         |
| 10.                 | «Hopelessly Devoted To You»    | Джон Фаррар                              | 3:06         |
| 11.                 | «Summer Nights»                | Джим Джейкобс, Уоррен Кейси              | 3:36         |
| 12.                 | «A Little More Love»           | Джон Фаррар                              | 3:28         |
| 13.                 | «Deeper Than the Night»        | Том Сноу, Джонни Вастан                  | 3:37         |
| 14.                 | «Magic»                        | Джон Фаррар                              | 4:30         |
| 15.                 | «Xanadu»                       | Джефф Линн                               | 3:29         |
| 16.                 | «Suddenly»                     | Джон Фаррар                              | 4:01         |
| 17.                 | «Physical»                     | Стив Кипнер, Терри Шэддик                | 3:43         |
| 18.                 | «Make a Move on Me»            | Джон Фаррар, Том Сноу                    | 3:16         |
| 19.                 | «Heart Attac»                  | Стив Кипнер, Пол Блисс                   | 3:07         |
| 20.                 | «Twist of Fate»                | Стив Кипнер, Питер Бекетт                | 3:38         |
| 21.                 | «The Grease Megamix»           | Джон Фаррар, Уоррен Кейси, Джим Джейкобс | 4:50         |
| Общая длительность: | Общая длительность:            | Общая длительность:                      | 1:14:52      |

## Чарты
| Чарт (2002)         | Высшая позиция |
| ------------------- | -------------- |
| США (Billboard 200) | 150            |

## Сертификации и продажи
| Регион | Сертификация | Продажи |
| ------ | ------------ | ------- |
| США    | —            | 173 000 |